# Franc
Franc (französisch, auf Deutsch: Franken) ist eine Münz- und Währungsbezeichnung aus Frankreich, die sich auf andere frankophone Länder ausgeweitet hat.
Die Bezeichnung geht auf die Devise Francorum Rex („König der Franken“) zurück, die auf Münzen, die erstmals 1360 als Lösegeld zur Befreiung König Johanns geprägt wurden, zu finden war.
Im Spätmittelalter, zur Zeit des Hundertjährigen Krieges, wurde in Frankreich eine Goldmünze mit dem Namen Franc d’or geprägt. Im 16. und 17. Jahrhundert war der Franc eine Silbermünze (Franc d’argent). 1795 wurde der französische Franc als einheitliche, dezimal unterteilte Währung eingeführt (1 Franc = 100 Centimes). Die Währungsbezeichnung verbreitete sich danach in andere europäische Staaten und in französische Kolonien. 
Der Goldfranken diente im Völkerbund und ab 1920 im Weltpostverein als internationale Verrechnungseinheit.
Heute gibt es den Franc in folgenden Ländern:
- Schweiz und Liechtenstein (französische Bezeichnung), siehe Schweizer Franken
- Burundi, siehe Burundi-Franc
- Dschibuti, siehe Dschibuti-Franc
- Demokratische Republik Kongo, siehe Kongo-Franc
- Guinea, siehe Guinea-Franc
- Komoren, siehe Komoren-Franc
- Ruanda, siehe Ruanda-Franc
- Äquatorialguinea, Benin, Burkina Faso, Elfenbeinküste, Gabun, Guinea-Bissau, Kamerun, Kongo, Mali, Niger, Senegal, Togo, Tschad, Zentralafrikanische Republik, siehe CFA-Franc
- Französisch-Polynesien, Neukaledonien, Wallis und Futuna, siehe CFP-Franc

Zudem ist der Schweizer Franken gesetzliches Zahlungsmittel der italienischen Exklave Campione d’Italia und akzeptiertes Zahlungsmittel in der deutschen Exklave Büsingen.

## Historische Währungen
Bis zur Einführung des Euro war der Franc auch Währung in
- Andorra (Französischer Franc, gemeinsam mit der Spanischen Peseta)
- Belgien (französische Bezeichnung), siehe Belgischer Franken
- Frankreich, siehe Französischer Franc
- Luxemburg, siehe Luxemburgischer Franc
- Monaco, siehe Monegassischer Franc

Bis zum Beitritt des Saarlandes zur Bundesrepublik Deutschland war der saarländische Franken dort Währung.
Von 1960 bis 1963 war der Katanga-Franc die Währung des sezessionistischen Katanga.
Das belgische Treuhandgebiet Ruanda-Urundi führte 1960 den Ruanda-Burundi-Franc ein, der bis 1964 in Ruanda und Burundi weiterverwendet wurde.
Das gemeinsam von Frankreich und Großbritannien verwaltete Kondominium Neue Hebriden verwendete von 1906 bis 1980 (Vanuatu noch bis zur Einführung des Vatu 1982) den Neue-Hebriden-Franc.
Der Franc Malagasy wurde am 1. Januar 2005 als offizielle Währung von Madagaskar vom Ariary abgelöst.
Mali verwendete von 1962 bis 1984 den Mali-Franc, trat aber offiziell nicht aus der CFA-Franc-Zone aus.
Weitere Franc-Währungen bestanden in den ehemaligen französischen Überseegebieten Algerien (1848–1964), Tunesien (1891–1960), Marokko (1921–1974) und dem Überseedepartement Réunion (1946–1974).